# Mámoa de Girazga

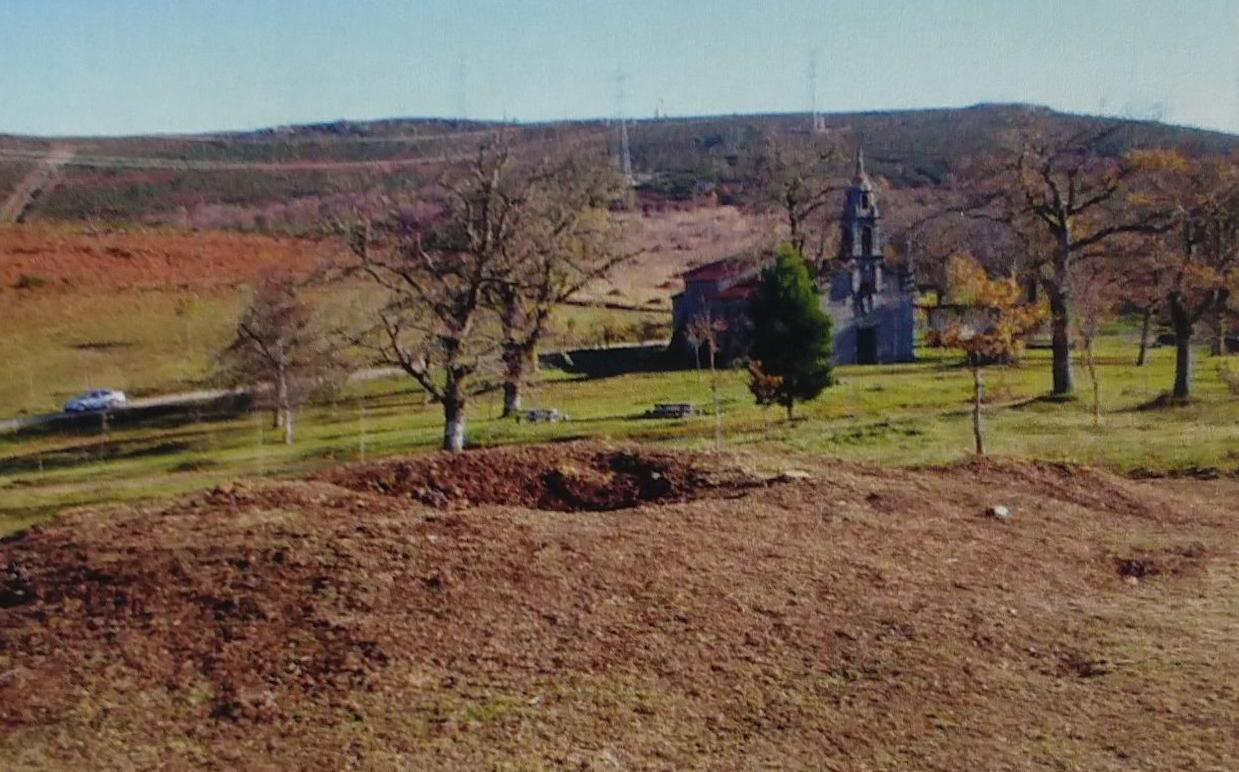
La mámoa de Xirazga.

La mámoa de Girazga es un monumento megalítico ubicado en la Ermita de Santo Domingo, en la parroquia de Girazga, perteneciente al municipio de Beariz, en la provincia gallega de Orense. Está considerada como la mámoa mejor cuidada de la comarca de Carballino, siendo la única señalizada. Este proceso de señalización se llevó a cabo en el año 2003, junto con la limpieza de la mámoa.

## Descripción
Túmulo de piedras y tierra con cráteres de violación de unos 7 metros de diámetro y unos 150 centímetros de profundidad que puede llegar al paleosuelo de la mámoa. Presenta dos cantos in situ y dos desplazados. Podría tener también una posible cámara poligonal con un corredor para su acceso.
Tiene una altura de 195 centímetros y una superficie de 269 metros cuadrados.